# U-421
Unterseeboot 421 foi um submarino alemão do Tipo VIIC, pertencente a Kriegsmarine que atuou durante a Segunda Guerra Mundial.

## Comandantes
| Comandante        | Data                                        |
| ----------------- | ------------------------------------------- |
| Oblt. Hans Kolbus | 13 de janeiro de 1943 - 29 de abril de 1944 |

## Subordinação
Durante o seu tempo de serviço, esteve subordinado às seguintes flotilhas:
| Período                                       | Flotilha                                   |
| --------------------------------------------- | ------------------------------------------ |
| 13 de janeiro de 1943 - 31 de outubro de 1943 | 8. Unterseebootsflottille (treinamento)    |
| 1 de novembro de 1943 - 31 de março de 1944   | 9. Unterseebootsflottille (serviço ativo)  |
| 1 de abril de 1944 - 29 de abril de 1944      | 29. Unterseebootsflottille (serviço ativo) |

## Operações conjuntas de ataque
O U-421 participou das seguinte operações de ataque combinado durante a sua carreira:
- Rudeltaktik Coronel (4 de dezembro de 1943 - 8 de dezembro de 1943)
- Rudeltaktik Coronel 1 (8 de dezembro de 1943 - 14 de dezembro de 1943)
- Rudeltaktik Coronel 2 (14 de dezembro de 1943 - 17 de dezembro de 1943)
- Rudeltaktik Föhr (18 de dezembro de 1943 - 23 de dezembro de 1943)
- Rudeltaktik Rügen 6 (23 de dezembro de 1943 - 26 de dezembro de 1943)
- Rudeltaktik Hela (28 de dezembro de 1943 - 1 de janeiro de 1944)